# Хънивил
Хънивил (на английски: Honeyville) е град в окръг Бокс Елдър, щата Юта, САЩ. Хънивил е с население от 1214 жители (2000) и обща площ от 30,4 km². Намира се на 1310 m надморска височина. ZIP кодът му е 84314, а телефонният му код е 435.